# Allophylus natalensis
Allophylus natalensis és una espècie de planta de la família de les Sapindàcies endèmica de l'est de Sud-àfrica. És un arbust perenne que es troba als boscos de dunes costaneres la raó pel qual se´l coneix com a Allophylus de duna. Mentre és una espècie comuna en zones costaneres hi és rara en altres.

## Descripció
Allophylus natalensis és una planta que presenta un port arbustiu sempre que es formi a la banda de mar de les dunes. A la natura pot arribar fins als sis metres d'alçada però quan es planta en jardins el màxim és d'uns tres metres. Les fulles són atractives amb la nervadura ben marcada i amb els marges serrats pulcrament. Les flors són de color blanc les quals encara que petites creixen en espigues massives als inicis de l'hivern produint una fragància olorosa que atraurà insectes pol·linitzadors. Els fruits són baies vermelles que es reuneixen atapeïdes al final de les branquetes.

## Ecologia
Les fulles d'aquesta planta els serveix d'aliment de les erugues de l'espècie de papallona ''Charaxes varanes''.

## Usos
Són especialment valorades per a plantar-les en zones costaneres per la seva capacitat de vèncer les brises marines i s'usen com a primera línia per tallar el vent, com a arbust decoratiu i com a reclam per ocells en jardins. Les baies són molt llamatives a finals de l'hivern encara que la producció de fruits no és massa notable en el seu hàbitat natural. La seva velocitat de creixement és d'uns 50 cms l'any.